# Futebol nos Jogos Olímpicos de Verão de 2016
O torneio de futebol nos Jogos Olímpicos de Verão de 2016 foi realizado no Rio de Janeiro e em outras cinco cidades do Brasil no período de 3 a 20 de agosto. As finais de ambos torneios (masculino e feminino) foram realizadas no Estádio do Maracanã.
Pela primeira vez num torneio oficial da FIFA foi utilizada a regra da substituição extra em eventuais prorrogações, com as seleções tendo o direito a fazer uma quarta substituição, além das três convencionais. A FIFA seguiu as recomendações da International Board, que havia autorizado, em reunião no início de março de 2016, experiências nesse sentido.

## Formato de disputa
O torneio olímpico de futebol masculino foi disputado por jogadores até 23 anos, com a exceção de três sem limite de idade em cada equipe. No feminino, não há nenhuma restrição.
A disputa conta com uma primeira fase, em que os participantes (16 no masculino e 12 no feminino) foram distribuídos em grupos de quatro seleções cada. Todos os países se enfrentaram, e os dois melhores de cada chave avançaram à etapa eliminatória – no feminino, os seis classificados ganham a companhia dos dois melhores terceiros colocados.
Em caso de empate nas partidas do mata-mata, seriam disputadas duas prorrogações de 15 minutos cada. Se a igualdade persistisse, aconteceriam disputas por pênaltis. As melhores seleções de cada lado da chave se enfrentaram pelo ouro, e os perdedores das semifinais disputaram o bronze.

## Eventos
- Torneio masculino (16 equipes)
- Torneio feminino (12 equipes)

## Sedes
| Rio de Janeiro, RJ  | Rio de Janeiro, RJ                                               | Brasília, DF                                                     | São Paulo, SP                                                    |
| ------------------- | ---------------------------------------------------------------- | ---------------------------------------------------------------- | ---------------------------------------------------------------- |
| Estádio do Maracanã | Estádio Olímpico                                                 | Estádio Nacional                                                 | Arena Corinthians                                                |
| Capacidade: 74 689  | Capacidade: 60 000                                               | Capacidade: 68 000                                               | Capacidade: 47 605                                               |
|                     |                                                                  |                                                                  | Arena Corinthians                                                |
| Belo Horizonte, MG  | Belo Horizonte Brasília São Paulo Rio de Janeiro Salvador Manaus | Belo Horizonte Brasília São Paulo Rio de Janeiro Salvador Manaus | Belo Horizonte Brasília São Paulo Rio de Janeiro Salvador Manaus |
| Estádio Mineirão    | Belo Horizonte Brasília São Paulo Rio de Janeiro Salvador Manaus | Belo Horizonte Brasília São Paulo Rio de Janeiro Salvador Manaus | Belo Horizonte Brasília São Paulo Rio de Janeiro Salvador Manaus |
| Capacidade: 62 000  | Belo Horizonte Brasília São Paulo Rio de Janeiro Salvador Manaus | Belo Horizonte Brasília São Paulo Rio de Janeiro Salvador Manaus | Belo Horizonte Brasília São Paulo Rio de Janeiro Salvador Manaus |
|                     | Belo Horizonte Brasília São Paulo Rio de Janeiro Salvador Manaus | Belo Horizonte Brasília São Paulo Rio de Janeiro Salvador Manaus | Belo Horizonte Brasília São Paulo Rio de Janeiro Salvador Manaus |
| Salvador, BA        | Belo Horizonte Brasília São Paulo Rio de Janeiro Salvador Manaus | Belo Horizonte Brasília São Paulo Rio de Janeiro Salvador Manaus | Belo Horizonte Brasília São Paulo Rio de Janeiro Salvador Manaus |
| Arena Fonte Nova    | Belo Horizonte Brasília São Paulo Rio de Janeiro Salvador Manaus | Belo Horizonte Brasília São Paulo Rio de Janeiro Salvador Manaus | Belo Horizonte Brasília São Paulo Rio de Janeiro Salvador Manaus |
| Capacidade: 50 000  | Belo Horizonte Brasília São Paulo Rio de Janeiro Salvador Manaus | Belo Horizonte Brasília São Paulo Rio de Janeiro Salvador Manaus | Belo Horizonte Brasília São Paulo Rio de Janeiro Salvador Manaus |
|                     | Belo Horizonte Brasília São Paulo Rio de Janeiro Salvador Manaus | Belo Horizonte Brasília São Paulo Rio de Janeiro Salvador Manaus | Belo Horizonte Brasília São Paulo Rio de Janeiro Salvador Manaus |
| Manaus, AM          | Belo Horizonte Brasília São Paulo Rio de Janeiro Salvador Manaus | Belo Horizonte Brasília São Paulo Rio de Janeiro Salvador Manaus | Belo Horizonte Brasília São Paulo Rio de Janeiro Salvador Manaus |
| Arena da Amazônia   | Belo Horizonte Brasília São Paulo Rio de Janeiro Salvador Manaus | Belo Horizonte Brasília São Paulo Rio de Janeiro Salvador Manaus | Belo Horizonte Brasília São Paulo Rio de Janeiro Salvador Manaus |
| Capacidade: 44 351  | Belo Horizonte Brasília São Paulo Rio de Janeiro Salvador Manaus | Belo Horizonte Brasília São Paulo Rio de Janeiro Salvador Manaus | Belo Horizonte Brasília São Paulo Rio de Janeiro Salvador Manaus |
|                     | Belo Horizonte Brasília São Paulo Rio de Janeiro Salvador Manaus | Belo Horizonte Brasília São Paulo Rio de Janeiro Salvador Manaus | Belo Horizonte Brasília São Paulo Rio de Janeiro Salvador Manaus |

### Sedes de treinamento
| Cidade         | Centro de treinamento 1  | Centro de treinamento 2               | Centro de treinamento 3                          | Centro de treinamento 4                 |
| -------------- | ------------------------ | ------------------------------------- | ------------------------------------------------ | --------------------------------------- |
| Rio de Janeiro | Estádio do CFZ           | Estádio São Januário                  | Complexo Esportivo Juliano Moreira               | Ninho do Urubu                          |
| Brasília       | Estádio Cave (Guará)     | Minas Brasília Tênis Clube            | Iate Clube de Brasília                           | Estádio Ninho do Carcará                |
| Belo Horizonte | Toca da Raposa I         | Toca da Raposa II                     | Cidade do Galo (Vespasiano)                      | CT Lanna Drumond (Contagem)             |
| Salvador       | Estádio Parque Santiago  | Estádio de Pituaçu                    | Estádio do Barradão                              | CT Fazendão (Lauro de Freitas)          |
| São Paulo      | Parque São Jorge         | Estádio Distrital do Inamar (Diadema) | Estádio Primeiro de Maio (São Bernardo do Campo) | Estádio Bruno José Daniel (Santo André) |
| Manaus         | Estádio Ismael da Colina | Estádio Carlos Zamith                 | Estádio Roberto Simonsen                         |                                         |

## Bola oficial

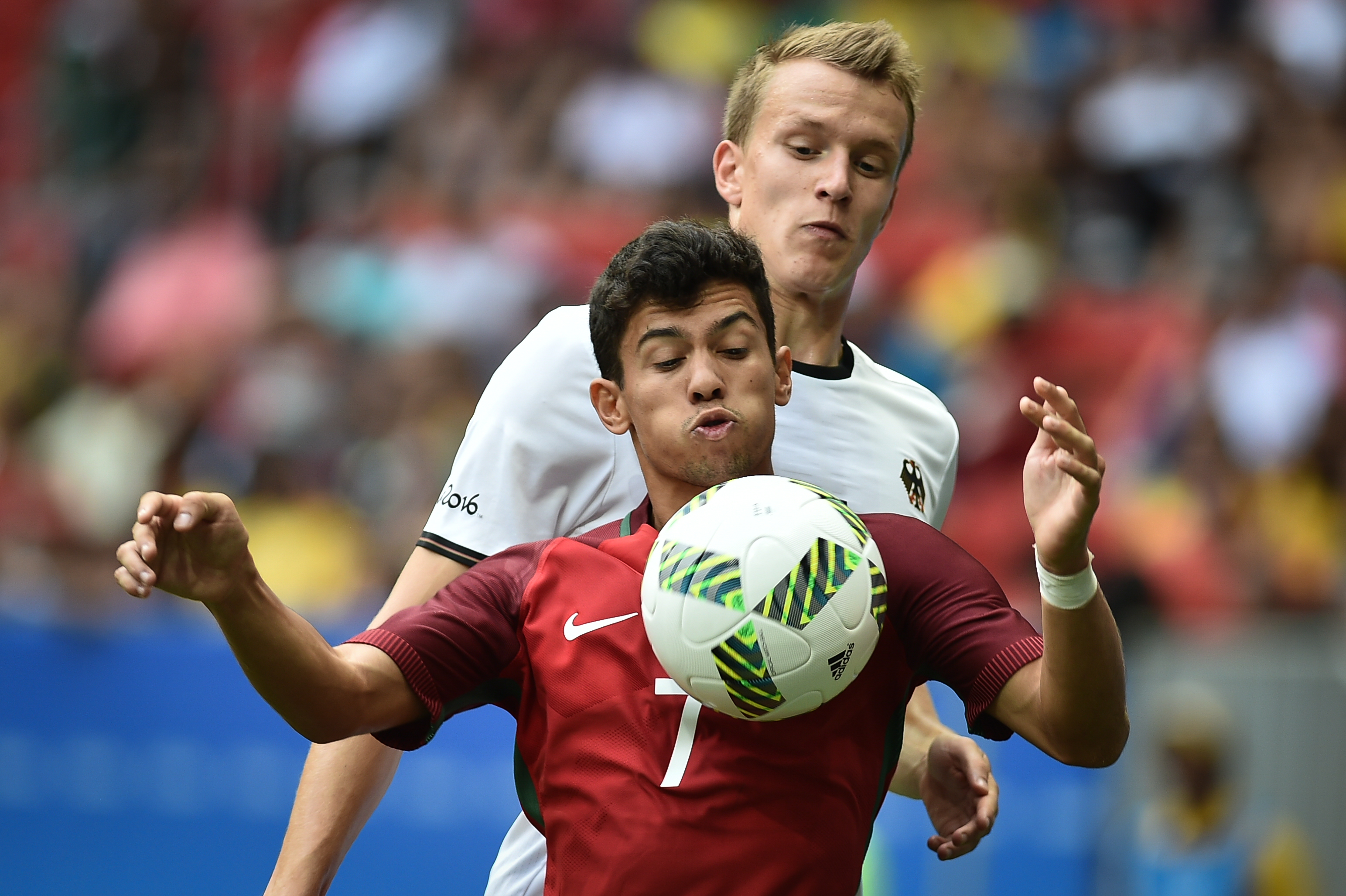
Detalhes da "Adidas Errejota" na partida entre Portugal e Alemanha.

A bola oficial utilizada nos torneios masculino e feminino foi fabricada pela Adidas, e ganhou o nome de "Errejota". Ela foi mostrada ao público pela primeira vez no dia 15 de novembro de 2015, e contou com a participação do atacante Gabriel Jesus, do zagueiro Samir, e do meia Marlon. Além dos jogadores, as atletas do nado sincronizado Bia e Branca Feres e craques do futebol freestyle participaram das ações de marketing no Arpoador e no Morro Dona Marta. Inspirada no calor e na vibração carioca, ela carrega as cores verde e amarelo, e seu desenho e design de onda é uma homenagem a bandeira do Brasil e uma referência às praias do Rio de Janeiro. Em termos tecnológicos, as características da "Errejota" são as mesmas da "Brazuca", mas com as melhorias presentes na "Beau Jeu", bola da Eurocopa 2016.

## Qualificação
Masculino
| Torneio                                 | Data de encerramento   | Sede                      | Vagas | Classificados                      |
| --------------------------------------- | ---------------------- | ------------------------- | ----- | ---------------------------------- |
| País-sede                               | –                      | –                         | 1     | Brasil                             |
| Campeonato Sul-Americano Sub-20 de 2015 | 7 de fevereiro de 2015 | Uruguai                   | 1     | Argentina                          |
| Campeonato Europeu Sub-21 de 2015       | 30 de junho de 2015    | Chéquia                   | 4     | Suécia Portugal Dinamarca Alemanha |
| Jogos do Pacífico de 2015               | 17 de julho de 2015    | Papua-Nova Guiné          | 1     | Fiji                               |
| Pré-Olímpico da CONCACAF                | 13 de outubro de 2015  | Estados Unidos            | 2     | México Honduras                    |
| Campeonato Africano Sub-23 de 2015      | 12 de dezembro de 2015 | Senegal                   | 3     | Nigéria Argélia África do Sul      |
| Campeonato Asiático Sub-23 de 2015      | 30 de janeiro de 2016  | Catar                     | 3     | Japão Coreia do Sul Iraque         |
| Repescagem CONCACAF–CONMEBOL            | 29 de março de 2016    | Colômbia · Estados Unidos | 1     | Colômbia                           |
| TOTAL                                   |                        |                           | 16    |                                    |

Feminino
| Torneio                                          | Data de encerramento    | Sede             | Vagas | Classificados          |
| ------------------------------------------------ | ----------------------- | ---------------- | ----- | ---------------------- |
| País-sede                                        | –                       | –                | 1     | Brasil                 |
| Copa América Feminina de 2014                    | 28 de setembro de 2014  | Equador          | 1     | Colômbia               |
| UEFA (Copa do Mundo de Futebol Feminino de 2015) | 5 de julho de 2015      | Canadá           | 2     | França Alemanha        |
| Pré-Olímpico da CAF                              | 18 de outubro de 2015   | –                | 2     | África do Sul Zimbabwe |
| Pré-Olímpico da OFC                              | 23 de janeiro de 2016   | Papua-Nova Guiné | 1     | Nova Zelândia          |
| Pré-Olímpico da CONCACAF                         | 21 de fevereiro de 2016 | Estados Unidos   | 2     | Canadá Estados Unidos  |
| Pré-Olímpico da AFC                              | 9 de março de 2016      | Japão            | 2     | Austrália China        |
| Pré-Olímpico da UEFA                             | 9 de março de 2016      | Países Baixos    | 1     | Suécia                 |
| TOTAL                                            |                         |                  | 12    |                        |

## Calendário
|           | Agosto | Agosto | Agosto | Agosto | Agosto | Agosto | Agosto | Agosto | Agosto | Agosto | Agosto | Agosto | Agosto | Agosto | Agosto | Agosto | Agosto | Agosto |
| Futebol   | 3      | 4      | 5      | 6      | 7      | 8      | 9      | 10     | 11     | 12     | 13     | 14     | 15     | 16     | 17     | 18     | 19     | 20     |
| --------- | ------ | ------ | ------ | ------ | ------ | ------ | ------ | ------ | ------ | ------ | ------ | ------ | ------ | ------ | ------ | ------ | ------ | ------ |
| Feminino  | PF     |        |        | PF     |        |        | PF     |        |        | QF     |        |        |        | SF     |        |        | F/B    |        |
| Masculino |        | PF     |        |        | PF     |        |        | PF     |        |        | QF     |        |        |        | SF     |        |        | F/B    |

| PF | Primeira fase | QF | Quartas de final | SF | Semifinais | B | Disputa pelo bronze | F | Final |

## Medalhistas
O Brasil ganhou pela primeira vez o título olímpico no torneio masculino, derrotando a Alemanha na final. Com isso, tornou-se campeão de todas as competições oficiais existentes. Já a Nigéria superou Honduras na discussão da medalha de bronze. Em 17 de agosto, o brasileiro Neymar, fez aos 14 segundos o gol mais rápido da história das Olimpíadas, na partida de semifinal contra Honduras.
No torneio feminino, a Alemanha sagrou-se pela primeira vez campeã olímpica ao bater a Suécia na final, enquanto o Canadá levou a melhor sobre o Brasil na disputa pelo bronze.
| Evento             | Ouro | Prata | Bronze |
| ------------------ | --- | --- | --- |
| Masculino detalhes | Weverton Zeca Rodrigo Caio Marquinhos Renato Augusto Douglas Santos Luan Rafinha Gabriel Neymar Gabriel Jesus Walace William Luan Garcia Rodrigo Dourado Thiago Maia Felipe Anderson Uilson BRA Brasil                                                                                      | Timo Horn Jannik Huth Robert Bauer Matthias Ginter Lukas Klostermann Philipp Max Niklas Süle Jeremy Toljan Lars Bender Sven Bender Julian Brandt Max Christiansen Serge Gnabry Leon Goretzka Max Meyer Nils Petersen Grischa Prömel Davie Selke GER Alemanha                                            | Daniel Akpeyi Muenfuh Sincere Kingsley Madu Abdullahi Shehu Saturday Erimuya William Troost-Ekong Aminu Umar Oghenekaro Etebo Imoh Ezekiel John Obi Mikel Oluwafemi Ajayi Popoola Saliu Umar Sadiq Azubuike Okechukwu Ndifreke Udo Stanley Amuzie Usman Mohammed Emmanuel Daniel NGR Nigéria |
| Feminino detalhes  | Almuth Schult Josephine Henning Saskia Bartusiak Leonie Maier Annike Krahn Simone Laudehr Melanie Behringer Lena Goeßling Alexandra Popp Dzsenifer Marozsán Anja Mittag Tabea Kemme Sara Däbritz Babett Peter Mandy Islacker Melanie Leupolz Isabel Kerschowski Laura Benkarth GER Alemanha | Hedvig Lindahl Jonna Andersson Linda Sembrant Emma Berglund Nilla Fischer Magdalena Ericsson Lisa Dahlkvist Lotta Schelin Kosovare Asllani Sofia Jakobsson Stina Blackstenius Olivia Schough Fridolina Rolfö Emilia Appelqvist Jessica Samuelsson Elin Rubensson Caroline Seger Hilda Carlén SWE Suécia | Stephanie Labbé Allysha Chapman Kadeisha Buchanan Shelina Zadorsky Quinn Deanne Rose Rhian Wilkinson Diana Matheson Josée Bélanger Ashley Lawrence Desiree Scott Christine Sinclair Sophie Schmidt Melissa Tancredi Nichelle Prince Janine Beckie Jessie Fleming Sabrina D'Angelo CAN Canadá |

## Quadro de medalhas
| Ordem | País         | Medalha de ouro | Medalha de prata | Medalha de bronze |   | Ordem por total |
| ----- | ------------ | --------------- | ---------------- | ----------------- | - | --------------- |
| 1     | GER Alemanha | 1               | 1                |                   | 2 | 1               |
| 2     | BRA Brasil   | 1               |                  |                   | 1 | 2               |
| 3     | SWE Suécia   |                 | 1                |                   | 1 | 2               |
| 4     | CAN Canadá   |                 |                  | 1                 | 1 | 2               |
|       | NGR Nigéria  |                 |                  | 1                 | 1 | 2               |
| TOTAL | TOTAL        | 2               | 2                | 2                 | 6 | —               |